# Кевін Гармсе
Кевін Гармсе (англ. Kevin Harmse, нар. 4 липня 1984, Йоганнесбург) — канадський футболіст, що грав на позиції півзахисника. Виступав за низку канадських і закордонних клубів, а також національну збірну Канади. Чемпіон Канади.

## Клубна кар'єра
Кевін Гармсе народився в Йоганнесбурзі в ПАР, але ще в дитинстві перебрався до Канади, де й розпочав займатися футболом. У професійному футболі дебютував 2002 року виступами за норвезьку команду «Тромсе», в якій грав до 2003 року, взявши участь у 2 матчах чемпіонату. У 2004 році футболіст повернувся до Канади, де став гравцем клубу «Ванкувер Вайткепс». У 2005—2006 роках канадський півзахисник грав у складі клубу «Нітра».
У 2007 році Кевін Гармсе став гравцем американського клубу Major League Soccer «Лос-Анджелес Гелаксі», у складі якого грав до 2008 року. Відіграв за команду з Лос-Анджелеса наступний сезон своєї ігрової кар'єри. У 2008 році футболіст перейшов до канадського клубу Major League Soccer «Торонто», у складі якого в 2009 році став чемпіоном Канади.
Протягом 2010—2011 років Гармсе грав у складі клубів Major League Soccer «Чівас США» та «Ванкувер Вайткепс». Завершив ігрову кар'єру футболіст у команді Північноамериканської футбольної ліги «Сан-Антоніо Скорпіонс», за яку виступав протягом 2012—2013 років.

## Виступи за збірну
У 2007 році Кевін Гармсе дебютував у складі національної збірної Канади. У складі збірної був учасником розіграшу Золотого кубка КОНКАКАФ 2007 року та розіграшу Золотого кубка КОНКАКАФ 2009 року. Загалом протягом кар'єри в національній команді, в якій грав до 2008 року, провів у її складі 9 матчів, у яких забитими голами не відзначився.

## Титули і досягнення
- Чемпіон Канади (1):

«Торонто»: 2009